# Microrégion de Passos
 (février 2025).
Si vous disposez d'ouvrages ou d'articles de référence ou si vous connaissez des sites web de qualité traitant du thème abordé ici, merci de compléter l'article en donnant les références utiles à sa vérifiabilité et en les liant à la section « Notes et références ».
La microrégion de Passos est l'une des dix microrégions qui subdivisent le Sud et Sud-Ouest du Minas, dans l'État du Minas Gerais au Brésil.
Elle comporte 14 municipalités qui regroupaient 228 509 habitants en 2006 pour une superficie totale de 7 107 km2.

## Municipalités[1]
- Alpinópolis
- Bom Jesus da Penha
- Capetinga
- Capitólio
- Cássia
- Claraval
- Delfinópolis
- Fortaleza de Minas
- Ibiraci
- Itaú de Minas
- Passos
- Pratápolis
- São João Batista do Glória
- São José da Barra